# Tunliu
Tunliu (屯留区,  TÚNLIÚ QŪ) ist ein Stadtbezirk, der zum Verwaltungsgebiet der bezirksfreien Stadt Changzhi in der chinesischen Provinz Shanxi gehört. Die Fläche beträgt 1.185 Quadratkilometer und die Einwohnerzahl 253.756 (Stand: Zensus 2020). 1999 zählte Tunliu 241.747 Einwohner.
Der Baofeng-Tempel (Baofeng si 宝峰寺) steht auf der Liste der Denkmäler der Volksrepublik China.